# Сребреник
Сребреник (на босненски: Srebrenik) е град в Североизточна Босна и Херцеговина в състава на Тузлански кантон от Федерация Босна и Херцеговина.
На северозиток се намира град Тузла. Според преброяването от 1998 г. населението на град Сребреник е от 47 938 жители.